# Elna Kiljander
Elna Julia Sofia Kiljander (4 de novembre de 1889, Sortavala – 21 de març de 1970, Hèlsinki) va ser una de les primeres arquitectes de Finlàndia. És reconeguda no només pels seus models de cases i cuines, sinó també pel seu mobiliari. Un dels seus dissenys més importants va ser la casa funcionalista Ensi-Koti a Hèlsinki.

## Biografia

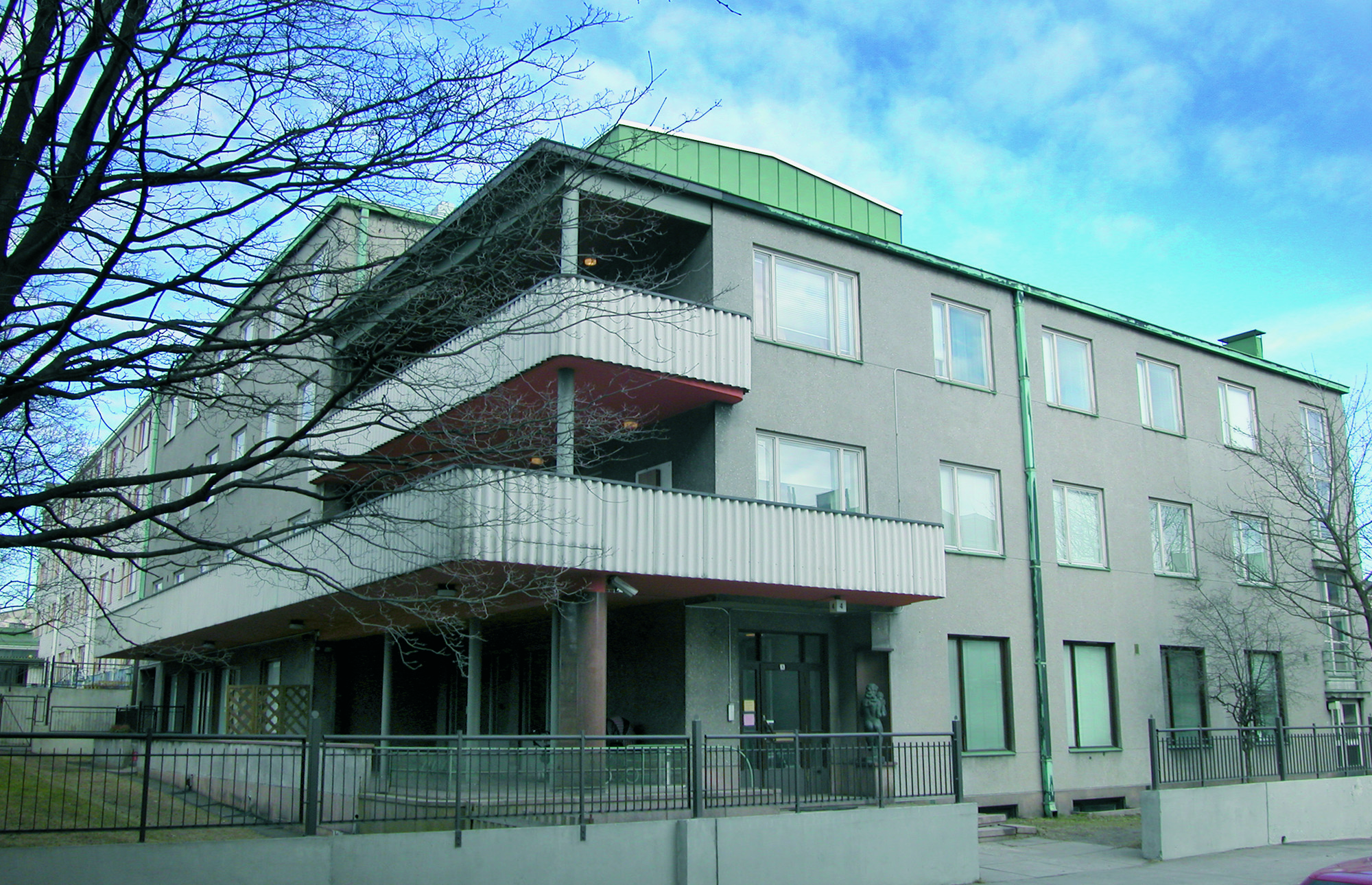
La casa Ensi-Koti dissenyada per Elna Kiljander

Era la filla del professor de música Nikolai Nils Kilander i la seua dona sueca Julia Svensson. Després de la mort de son pare en 1898, la seua família es va traslladar a Hèlsinki. Es va graduar en arquitectura a la Universitat Politècnica de Hèlsinki en 1915 i va ensenyar disseny gràfic a Povenets (Carèlia), tornant a Finlàndia l'any següent.
Kiljander es va interessar pel Funcionalisme quan va visitar l'Exposició d'Estocolm de 1930. Posteriorment va adoptar l'estil en els seus dissenys d'allotjaments així com en els models de cuina que va desenvolupar per Marttaliitto. Un dels seus treballs més importants és la casa per a mares solteres i els seus fills Ensi-Koti. Ella mateixa va ser mare soltera després d'un breu matrimoni amb l'escultor Gunnar Finne de 1918 a 1926. En col·laboració amb l'artista tèxtil Marianne Strengell va fundar Koti-Hemmet, una empresa de disseny d'interiors on va dissenyar mobiliari en un estil molt semblant al que més tard va adoptar Alvar Aalto. Influïda pel desenvolupament del disseny suec, el seu treball va exercir un impacte significatiu en el disseny d'interior finlandés en els anys 1930. En 1949, la seua empresa Koti-Hemmet va declarar la fallida, la qual cosa va provocar que Kiljander es retirés del seu treball arquitectònic.
Kiljander va ser feminista, membre d'Architecta, l'associació d'arquitectura de les dones finlandeses, des de la seua fundació en 1942. Kiljander va realitzar una gran contribució a la història de l'arquitectura finlandesa.